# Paratomapoderus thomsoni
Paratomapoderus thomsoni is een keversoort uit de familie bladrolkevers (Attelabidae). De wetenschappelijke naam van de soort werd in 1894 gepubliceerd door Faust.